# 苻飞
苻飞（?—?），五胡十六國時代人物，前秦左卫将军。
353年，西域胡人刘康自称是前趙皇帝刘曜的儿子，在平阳聚众自称晋王。四月，苻飞讨伐擒获刘康。六月，苻飞在仇池被氐王杨初打败。孔持在池阳起事，刘珍、夏侯显在鄠县起事，乔秉在雍县起事，胡阳赤在司竹起事，呼延毒在灞城起事，向东晋请求援兵反抗前秦。九月，前秦皇帝苻健派丞相苻雄与清河王苻法、苻飞分别讨伐孔持等人。苻雄攻克池阳，斩杀了孔持。十二月，苻法、苻飞攻克鄠县，斩杀了刘珍、夏侯显。355年，前秦皇帝苻生封卫大将军苻黄眉为广平王，封前将军苻飞为新兴王。356年，东晋将军刘度攻打前秦青州刺史王朗於卢氏。前燕将军慕舆长卿入轵关，攻打前秦幽州刺史强哲於裴氏堡。苻生派苻飞抵抗刘度，派建节将军邓羌抵抗慕舆长卿。苻飞还未到达，刘度就已撤退。苻生殺死舅舅左光禄大夫强平，苻黄眉、苻飞、邓羌劝谏苻生，苻生将苻黄眉贬到左冯翊，苻飞贬到右扶风，贬邓羌代理咸阳郡太守。